# Wolfgang Schäuble
Wolfgang Schäuble (født 18. september 1942 i Freiburg im Breisgau, død 26. december 2023) var en tysk dr. jur. og politiker, der repræsenterede CDU. Fra 2017 til 2021 var han præsident for Forbundsdagen.
Fra 1989 til 1991 og fra 2005 til 2009 var han landets indenrigsminister og fra 2009 til 2017 finansminister. Han var desuden formand for CDU fra 1998 til 2000.
Efter studentereksamen i 1961 læste Schäuble jura og økonomi ved Albert-Ludwigs-Universität Freiburg og Universität Hamburg. Han blev dr.jur. i 1971 og blev ansat i delstatsadministrationen i Baden-Württemberg og blev efterhånden regeringsråd i finansministeriet. Fra 1978 til 1984 arbejdede han som advokat.
Schäuble blev valgt til Forbundsdagen i 1972 og var minister for særlige opgaver (uden portefølje) og chef for Bundeskanzleramt fra 1984 til 1989. Fra 1989 til 1991 var han indenrigsminister, og fra 1991 til 2000 var han gruppeformand for CDU/CSU-fraktionen i parlamentet. De sidste to år var han tillige partiformand. I 2005 blev han udnævnt til indenrigsminister i Angela Merkels regering. Han var den eneste i Angela Merkels regering, der også havde været minister før genforening.
Wolfgang Schäuble blev i forbindelse med et valgkampsarrangement 12. oktober 1990 i Oppenau udsat for et attentat. Han blev skudt og hårdt såret og måtte resten af sit liv bruge kørestol.
I oktober 2021 overdrog Wolfgang Schaüble sin plads som præsident for Forbundsdagen til Bärbel Bas.